# MVG Museum

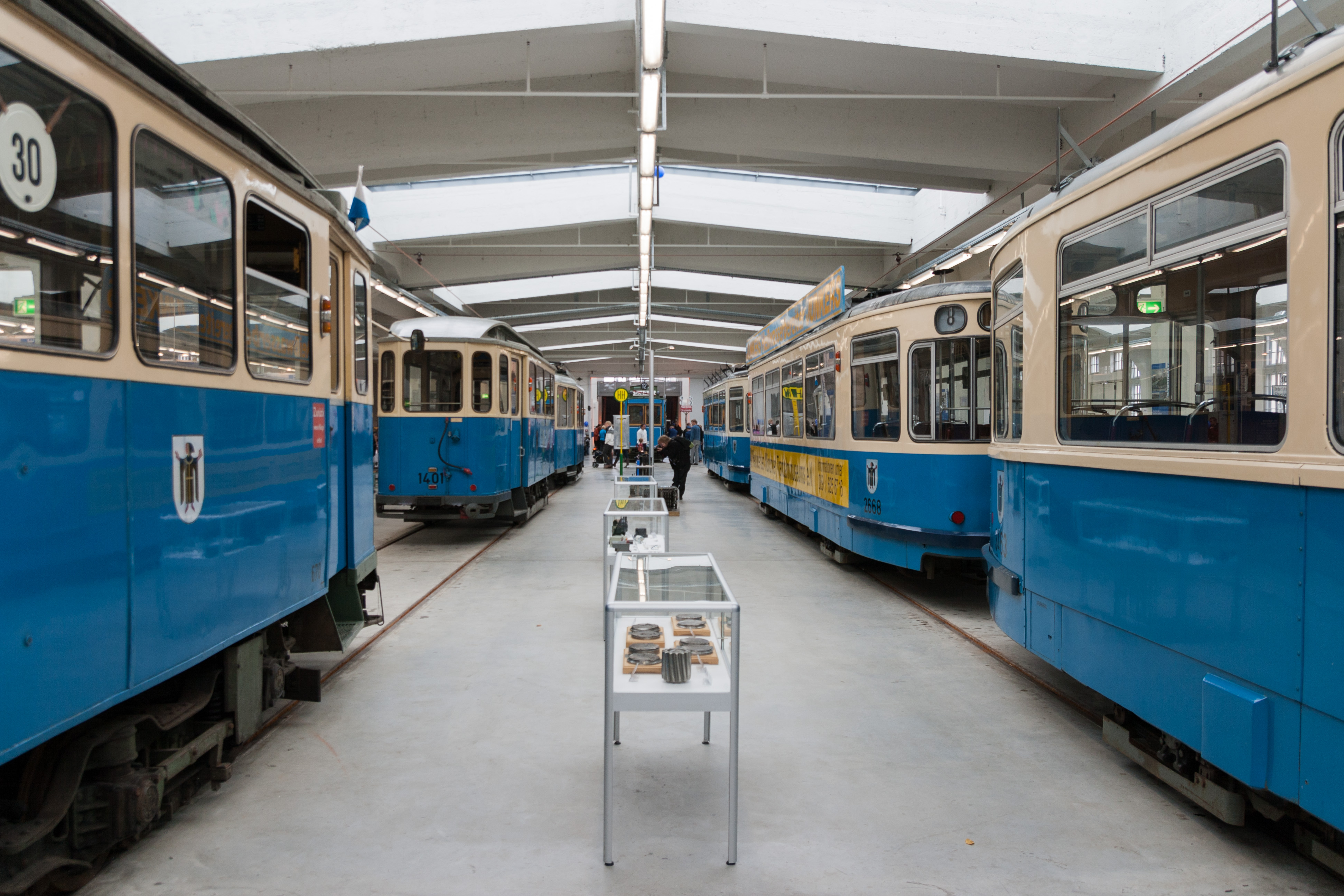
Innenansicht

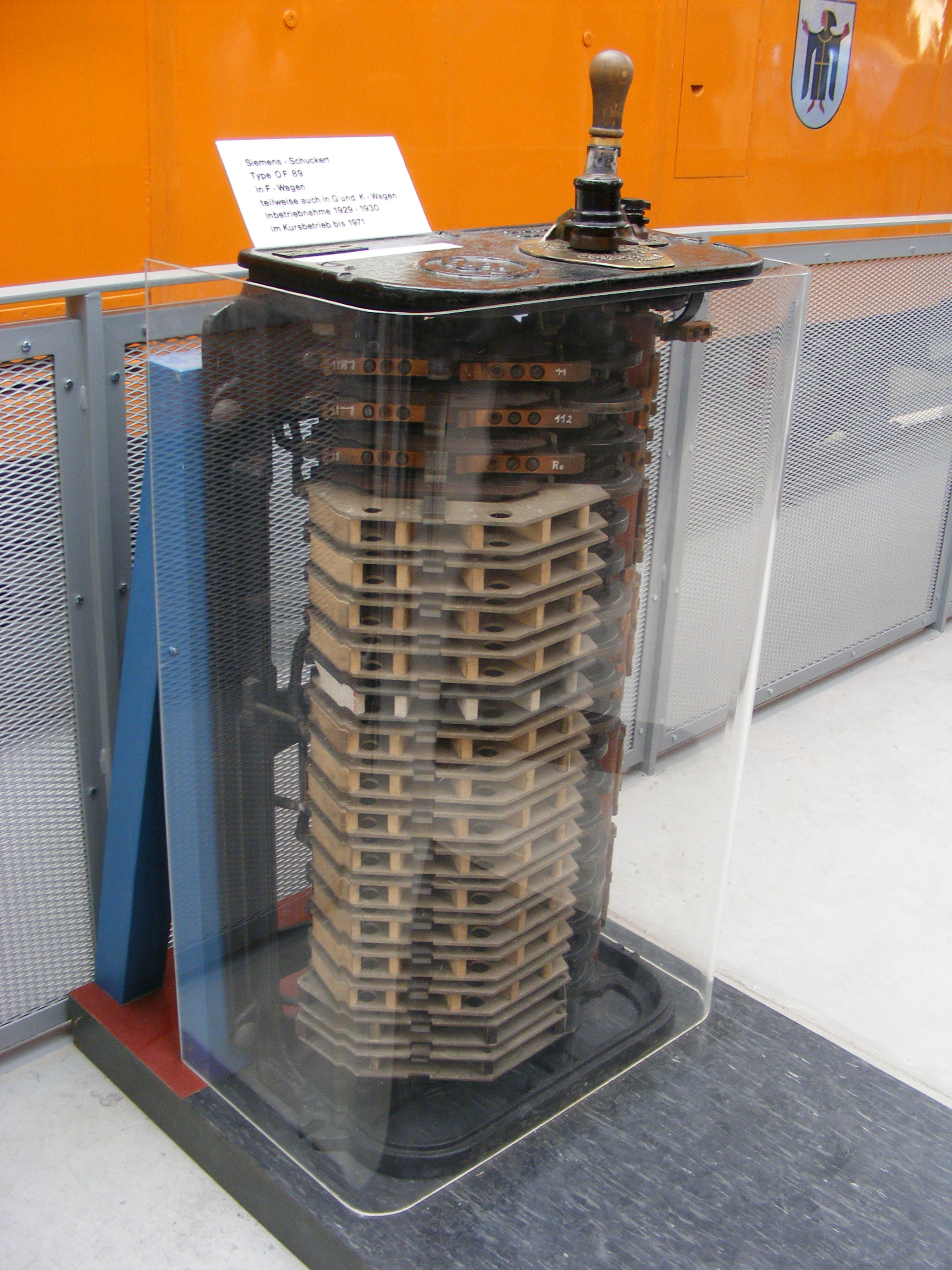
Nockenfahrschalter

Das MVG Museum der Münchner Verkehrsgesellschaft ist ein öffentliches Verkehrsmuseum zur Darstellung des historischen und modernen öffentlichen Personennahverkehrs in München. Auf einer Fläche von über 5000 Quadratmetern sind rund 25 historische Straßenbahnen, Omnibusse und Arbeitsfahrzeuge ausgestellt. Die Straßenbahnen sind auf zwei durch die komplette Halle führenden Gleisen aufgereiht. Zu jedem Fahrzeug werden auch die „Lebensläufe“ dargestellt. Außerdem sind über 150 Schautafeln und weitere Exponate zu sehen, wie etwa ein U-Bahn-Simulator in einem originalen B-Wagen aus den 1980er-Jahren, mehrere Trambahnfahrschalter, historische Gemälde, ein kleines Kino und eine Modellstraßenbahnausstellung. Das MVG Museum befindet sich in einem aufgelassenen Teil der denkmalgeschützten Trambahn-Hauptwerkstätte in der Ständlerstraße 20 in Ramersdorf. Es wurde am 27. Oktober 2007 eröffnet. Geöffnet ist es regulär an zwei Sonntagen pro Monat.

## Exponate Straßenbahn
| Nummer | Baureihe | Bemerkungen                       |
| ------ | -------- | --------------------------------- |
| 273    | o        | Pferdebahnwagen, Nachbau von 1958 |
| 256    | A 2.2    |                                   |
| 490    | D 6.3    |                                   |
| 532    | E 2.8    |                                   |
| 539    | E 2.8    |                                   |
| 624    | E 3.8    |                                   |
| 670    | G 1.8    |                                   |
| 721    | J 1.30   |                                   |
| 2412   | M 4.65   |                                   |
| 2462   | M 4.65   |                                   |
| 2616   | M 5.65   |                                   |
| 2654   | M 5.65   |                                   |
| 2668   | M 5.65   |                                   |
| 102    | P 1.65   |                                   |
| 2005   | P 3.16   | im Betriebsdienst                 |
| 2006   | P 3.16   | im Betriebsdienst                 |

## Exponate Bus
| Nummer | Typ                             | Baujahr | Bemerkungen                                                               |
| ------ | ------------------------------- | ------- | ------------------------------------------------------------------------- |
| 2      | Krauss-Maffei/Rathgeber KME 160 | 1958    | derzeit in Restaurierung                                                  |
| --     | Kässbohrer PA 5                 | 1952    | kein originales Fahrzeug der Stadtwerke München, derzeit in Restaurierung |
| 366    | Typ 640 HO 1                    | 1961    | Fahrzeug noch unrestauriert                                               |
| 145    | MAN/Göppel 890 UG M 16 A        | 1965    |                                                                           |
| 4002   | Typ 750 HO M 11 A               | 1967    | Bus 4128 gleichen Typs unrestauriert noch vorhanden (BJ 1968)             |
| --     | Büssing BS 110 V                | 1971    | Fahrzeug noch unrestauriert                                               |
| 5107   | Kässbohrer SETRA SG 180 S       | 1975    | derzeit in Restaurierung                                                  |
| 4632   | MAN SL 200                      | 1978    | Bus 4458 gleichen Typs unrestauriert noch vorhanden (BJ 1977)             |
| --     | MAN SG 240 H                    | 1982    | Ehemaliges Leihfahrzeug der SWM, baugleich mit Wg 5401 & 5402             |
| 4712   | Neoplan/Deutz N 416 SL II       | 1986    |                                                                           |
| 5410   | Neoplan/Deutz N 421 SG II/3N    | 1987    | Niederflur-Gelenkbus Prototyp, derzeit im Automobilpark Auwärter          |
| 5504   | MAN SG 242                      | 1988    |                                                                           |
| 4858   | MAN NL 202                      | 1991    |                                                                           |
| 5815   | Mercedes-Benz O 405 GN 1,5      | 1993    | Solowagen 4913 gleichen Typs in Privateigentum ebenfalls vorhanden        |
| 5103   | MAN NG 263 (A23)                | 2001    |                                                                           |
| 4210   | MAN A 37 Hybrid                 | 2010    |                                                                           |

In der Ausstellung befinden sich immer drei bis vier Fahrzeuge, welche regelmäßig ausgetauscht werden.

## Exponate U-Bahn
| Nummer    | Typ          | Baujahr | Bemerkungen                                                                                    |
| --------- | ------------ | ------- | ---------------------------------------------------------------------------------------------- |
| 6091/7091 | A1 von WMD   | 1967    | abgestellt im Freigelände der Technischen Basis in Fröttmaning                                 |
| 7497      | B1.4 von MBB | 1981    | Schnittmodell mit U-Bahnsimulator (bezeichnet als 6497 wegen der Fahrtrichtung der Simulation) |

## Veranstaltungen
Der Kopfbau und die große Halle des Museums dienen auch als Eventlocation.
Zu den weit über München hinaus bekannten Veranstaltungen im MVG Museum gehört seit 2012 die Braukunst Live!.

## Tram- und Busshuttle
An Öffnungstagen des MVG Museums verkehren zwei Sonderlinien, der Bus O7 (regelmäßig an jedem Öffnungstag) und die Tram E7 (unregelmäßig, nur bei Verfügbarkeit).
Die Tram E7 fährt, derzeit nur zu größeren Veranstaltungen, von 11 bis 17 Uhr im 30-Minuten-Takt von der Haltestelle MVG Museum zum Knotenpunkt Max-Weber-Platz. Es verkehren in der Regel zwei Kurse, von welchen einer, nach Verfügbarkeit, mit einem historischen Trambahntyp bedient wird.
Haltestellen der Tram E7 sind MVG Museum (Bus O7) – Chiemgaustraße (nur Richtung Max-Weber-Platz) – Giesing (U2/S3/S7/O7) – Werinherstraße – St.-Martins-Platz – Ostfriedhof – Carl-Amery-Platz - Regerplatz – Rosenheimer Platz (S1-S4, S6-S8) – Wörthstraße – Ostbahnhof (S1-S4, S6-S8, RB, RE, IC, U5; nur Richtung MVG Museum) – Haidenauplatz (nur Richtung MVG Museum) – Grillparzerstraße (nur Richtung MVG Museum) – Flurstraße (nur Richtung MVG Museum) – Max-Weber-Platz und zurück
Der Bus O7 fährt von 11 bis 17 Uhr im 30-Minuten-Takt von der Haltestelle MVG Museum zum Bahnhof Giesing. Zur Langen Nacht der Münchner Museen verkehrt der Bus O7 im 15-Minuten-Takt ab Giesing weiter über die Haltestellen Anzinger Straße (Volkssternwarte) und Ostbahnhof (U5 / Tram E7 / S / RE / RB / IC / NJ / WB) zur Endhaltestelle Odeonsplatz (U3-6 / Bus 90-94). Die Buslinie O7 wird vom Verkehrsunternehmen Kraftverkehr München mit Oldtimern gefahren.
Haltestellen der Buslinie O7 sind die Haltestelle MVG Museum und Giesing (ohne Zwischenhalte).